# Јованка Калић
Јованка Калић (Београд, 15. септембар 1933) српска је историчарка, универзитетска професорка и чланица Српске академије наука и уметности.

## Биографија
Школовала се у Београду. Дипломирала је на Филозофском факултету у Београду, одсек историја, 1956. године. Још као студент почела је да се бави истраживачким радом. Радила је као асистент на Историјском институту у Београду између 1958. и 1961. године. Године 1961. запослила се на Филозофском факултету у Београду као асистент на катедри за општу историју средњег века. Докторирала је 1964. године са дисертацијом Београд у средњем веку. Године 1970. изабрана је за ванредног а 1976. за редовног професора. Шеф катедре за општу историју постала је након смрти Ивана Божића. У Међународном комитету за историјске науке Европске заједнице науке у Стразбуру додељен јој је византолошки пројекат—део за Југославију. Учествовала је на бројним научним скуповима и држала је предавања на многим универзиетима у Европи (Беч, Грац, Минстер, Аугзбург, Лече, Варшава) и САД (Санта Барбара, Лос Анђелес, Станфорд). За дописног члана САНУ изабрана је 1994. године. Октобарска награда додељена јој је 1967. и 1974. а награда Фонда Радован Самарџић 1995. за књигу Срби у позном средњем веку.

## Научни рад
Јованка Калић бави се изучавањем средњег века. Од времена рада на дисертацији Београд у средњем веку која је 1967. штампана као посебна књига њена интересовања су везана за београдску средњовековну историју. О овој тематици објавила је више радова у којима осветљава средњовековну топографију Београда, историју Земуна, улогу у трговини, ратове око Београда, београдску бановину и друго. Друго важно поље њеног истраживања је рана српска средњовековна историја и период владавине Стефана Немање. Значајни су њени радови у којима коментарише списе Никите Хонијата и Јована Кинама и истраживање Раса где спаја методе историчара, археолога и географа. Трећу тематску целину обухватају њени радови о српској деспотовини. Написала је неколико радова о привредној проблематици овог периода и поглавље о деспоту Стефану Лазаревићу у другој књизи Историје српског народа (1982) као и књигу Срби у позном средњем веку (1994). Писала је и о везама средњовековне српске државе са Европом, односима Стефана Немање и немачког цара Фридриха Барбаросе, контактима Срба са Француском у средњем веку као и о црквеним саборима у Ферари и Фиренци. Библиографија њених радова објављена је у Годишњаку САНУ 101 из 1994. године.
Након удаје, користила је и двојно презиме, тако да је радове из тог времена потписивала као: Јованка Калић-Мијушковић.

## Радови
- Калић, Јованка (1961). „Хумска властеоска породица Санковићи”. Историјски часопис. 11 (1960): 17—54.
- Калић, Јованка (1961). „Додељивање дубровачког грађанства у средњем веку”. Глас САНУ. 246 (9): 89—130.
- Калић, Јованка (1964). „Прилог историји Београдске бановине”. Зборник Филозофског факултета. Београд. 8 (1): 533—540.
- Калић, Јованка (1967). Београд у средњем веку. Београд: Српска књижевна задруга.
- Калић, Јованка (1968). „Подаци Алберта Ахенског о угарско-византијским односима крајем XI века”. Зборник Филозофског факултета. Београд. 10 (1): 183—191.
- Калић, Јованка (1970). „Београд у мађународној трговини средњег века”. Ослобођење градова у Србији од Турака 1862-1867. год. Београд: САНУ. стр. 47—60.
- Калић, Јованка (1970). „Рашки велики жупан Урош II”. Зборник радова Византолошког института. 12: 21—39.
- Калић, Јованка (1970). „Српско-византијски сукоб 1168. године”. Зборник Филозофског факултета. Београд. 11 (1): 193—204.
- Калић, Јованка (1971). „Земун у XII веку”. Зборник радова Византолошког института. 13: 27—56.
- Калић, Јованка (1971). „Подаци Абу Хамида о приликама у Јужној Угарској средином XII века”. Зборник за историју. Матица српска. 4: 25—37.
- Калић, Јованка (1975). „Велики жупан Стефан Немања и кнез Лазар”. О кнезу Лазару. Београд-Крушевац: Филозофски факултет. стр. 151—159.
- Калић, Јованка (1975). „Палата српских деспота у Будиму”. Зограф. 6: 51—58.
- Калић, Јованка (1976). „Из историје Пријепоља и Трговишта у XV веку”. Симпозијум Сеоски дани Сретена Вукосављевића. 4: 141—151.
- Kalić, Jovanka (1977). „Zur Bezeichnung Raška (Rascien) für den serbischen Staat bis zur mitte des 12. Jahrhunderts”. Balcanoslavica. 5 (1976): 53—61.
- Kalić, Jovanka (1977). „Ras u srednjem veku: Pravci istraživanja”. Новопазарски зборник. 1: 55—61. Архивирано из оригинала 18. 05. 2024. г. Приступљено 18. 05. 2024.
- Калић, Јованка (1979). „Црквене прилике у српским земљама до стварања архиепископије 1219. године”. Сава Немањић-свети Сава: Историја и предање. Београд: САНУ. стр. 27—53.
- Калић, Јованка (1979). „Назив Рашка у старијој српској историји (IX-XII век)”. Зборник Филозофског факултета. Београд. 14 (1): 79—92.
- Калић, Јованка (1981). „Српски велики жупани у борби с Византијом”. Историја српског народа. 1. Београд: Српска књижевна задруга. стр. 197—211.
- Калић, Јованка (1982). „Велики преокрет”. Историја српског народа. 2. Београд: Српска књижевна задруга. стр. 64—74.
- Калић, Јованка (1982). „Немирно доба”. Историја српског народа. 2. Београд: Српска књижевна задруга. стр. 75—87.
- Калић, Јованка (1982). „Снажење Деспотовине”. Историја српског народа. 2. Београд: Српска књижевна задруга. стр. 88—99.
- Калић, Јованка (1982). „Доба привидног мира”. Историја српског народа. 2. Београд: Српска књижевна задруга. стр. 205—217.
- Спремић, Момчило; Калић, Јованка (1982). „Султан Мехмед II Освајач и Србија”. Историја српског народа. 2. Београд: Српска књижевна задруга. стр. 289—302.
- Калић, Јованка (1984). „Ниш у средњем веку”. Историјски часопис. 31: 5—40.
- Калић, Јованка (1986). „Кнегиња Марија”. Зограф: Часопис за средњовековну уметност. 17: 21—35.
- Kalić, Jovanka (1988). „La région de Ras à l'époque byzantine”. Géographie historique du monde méditerranéen. Paris: Éditions de la Sorbonne. стр. 127—140.
- Калић, Јованка (1988). „Столно место Србије”. Новопазарски зборник. 12: 13—22. Архивирано из оригинала 16. 03. 2024. г. Приступљено 18. 05. 2024.
- Калић, Јованка (1989). „Прокопијева Арса”. Зборник радова Византолошког института. 27-28: 9—17.
- Калић, Јованка (1991). „Србија и западни свет 1389-1459”. Косовска битка 1389. године и њене последице. Београд: САНУ. стр. 49—56.
- Калић, Јованка (1994). Срби у позном средњем веку (1. изд.). Београд: Балканолошки институт.
  - Калић, Јованка (2001). Срби у позном средњем веку (2. изд.). Београд: Историјски институт.
  - Калић, Јованка (2012). Срби у позном средњем веку (3. изд.). Београд: Завод за уџбенике.
- Калић, Јованка (1994). „Српска црква у средњовековном Расу”. Новопазарски зборник. 18: 7—11. Архивирано из оригинала 01. 12. 2023. г. Приступљено 18. 05. 2024.
- Калић, Јованка (1994). „Трговиште и Рас” (PDF). Саопштења. Републички завод за заштиту споменика културе. 26: 7—11. Архивирано из оригинала 06. 06. 2019. г. Приступљено 18. 05. 2024.
- Калић, Јованка (1995). „Предтурска историја Новог Пазара”. Новопазарски зборник. 19: 301—304. Архивирано из оригинала 24. 05. 2024. г. Приступљено 18. 05. 2024.
- Калић, Јованка (1995). „Београд у средњем веку”. Историја Београда. Београд: Балканолошки институт. стр. 49—87.
- Kalić, Jovanka (1995). „Rascia - The Nucleus of the Medieval Serbian State”. The Serbian Question in the Balkans: Geographical and Historical Aspects. Belgrade: Faculty of Geography. стр. 147—155.
- Калић, Јованка (1996). „Европске теме српске историје у средњем веку”. Европа и Срби: Mеђународни научни скуп. Београд: Историјски институт. стр. 35—44.
- Калић, Јованка (1997). „Жупан Белош”. Зборник радова Византолошког института. 36: 63—81.
- Калић, Јованка (1997). „Европске границе српске историје”. Сентандрејски зборник. 3: 9—20.
- Калић, Јованка (1997). „Српски државни сабори у Расу” (PDF). Саопштења. Републички завод за заштиту споменика културе. 29: 27—33. Архивирано из оригинала 06. 06. 2019. г. Приступљено 18. 05. 2024.
- Калић, Јованка (1998). „Претече Жиче: крунидбена места српских владара”. Историјски часопис. 44 (1997): 77—87.
- Калић, Јованка (1998). „Краљ Драгутин између Ђурђевих Ступова, Београда и Ариља”. Рачански зборник. 3: 30—36.
- Калић, Јованка (1998). „Европа и Срби у XII веку”. Глас САНУ. 384 (10): 95—108.
- Калић, Јованка (2000). „Два царства у српској историји XII века”. Зборник радова Византолошког института. 38 (1999-2000): 197—214.
- Калић, Јованка (2000). „Стефан Немања у модерној историографији”. Стефан Немања-Свети Симеон Мироточиви: Историја и предање. Београд: САНУ. стр. 5—19.
- Калић, Јованка (2001). „Завичај Светог Саве”. Споменица епископу шумадијском Сави. Нови Сад: Будућност. стр. 189—197.
- Калић, Јованка (2001). „О жичком зборнику” (PDF). Повеља: Часопис за књижевност, уметност, културу, просветна и друштвена питања. 31 (2): 118—120.
- Калић, Јованка (2002). „Рашки престо краља Стефана Драгутина”. Свети Ахилије у Ариљу: Историја, уметност. Београд: Републички завод за заштиту споменика културе. стр. 7—11.
- Калић, Јованка (2002). „Рашка истраживања”. Историјски часопис. 47 (2000): 11—24.
- Калић, Јованка (2003). „Методолошке новине у рашким истраживањима”. Споменица Јована Ковачевића. Београд: Српско археолошко друштво; Филозофски факултет. стр. 33—39.
- Калић, Јованка (2003). „Београд у XII веку: Тврђава-град-полис”. Зборник радова Византолошког института. 40: 91—96.
- Калић, Јованка (2004). „Рашка краљевина: Regnum Rasciae”. Зборник радова Византолошког института. 41: 183—189.
- Калић, Јованка (2005). „Српска краљевина у доба првих Немањића”. Наша прошлост. 6: 9—15.
- Калић, Јованка (2005). „Деспот Стефан и Никола II Горјански”. Истраживања. Филозофски факултет у Новом Саду. 16: 95—102.
- Калић, Јованка (2006). Европа и Срби: Средњи век. Београд: Службени лист СРЈ.
- Калић, Јованка (2006). „Деспот Стефан и Византија”. Зборник радова Византолошког института. 43: 31—40.
- Kalić, Jovanka (2006). „La Serbie et l'Italie au XII siécle”. Глас САНУ. 404 (13): 85—94.
- Калић, Јованка (2007). „Темељи културне историје Срема: Средњи век”. Срем кроз векове: Слојеви култура Фрушке горе и Срема. Београд: Вукова задужбина, Институт за књижевност и уметност. стр. 31—44.
- Калић, Јованка (2007). „Српска држава и Охридска архиепископија у XII веку”. Зборник радова Византолошког института. 44: 197—208.
- Калић, Јованка (2008). „Растко Немањић: Истраживања”. Хиландарски зборник. 12: 1—10.
- Калић, Јованка (2009). „Београдска повеља деспота Стефана Лазаревића”. Средњовековно право у Срба у огледалу историјских извора. Београд: САНУ. стр. 189—198.
- Калић, Јованка (2009). „Деспот Стефан и манастир Каленић”. Манастир Каленић - у сусрет шестој стогодишњици. Београд: САНУ. стр. 29—37.
- Калић, Јованка (2009). „Држава и црква у Србији XIII века”. Зборник радова Византолошког института. 46: 129—137.
- Калић, Јованка (2010). „Љубомир Ковачевић - истраживач Немањиног доба”. Глас САНУ. 414 (15): 1—7.
- Калић, Јованка (2010). „Стара Рашка”. Глас САНУ. 414 (15): 105—114.
- Калић, Јованка (2011). „Манастир Светог Ђорђа у Расу”. На траговима Војислава Ј. Ђурића. Београд: САНУ. стр. 101—108.
- Калић, Јованка (2013). „Епископски градови Србије у средњем веку”. Зборник радова Византолошког института. 50 (1): 433—447.
- Kalić, Jovanka (2014). „A Millennium of Belgrade (Sixth-Sixteenth Centuries): A Short Overview”. Balcanica. 45 (45): 71—96.
- Kalić, Jovanka (2016). „Grand Župan Uroš II of Rascia”. Balcanica. 47: 75—96.
- Kalić, Jovanka (2017). „The First Coronation Churches of Medieval Serbia”. Balcanica. 48: 7—18.
- Kalić, Jovanka (2019). „Information about Belgrade in Constantine VII Porphyrogenitus”. Balcanica. 50: 33—38.
- Kalić, Jovanka (2021). „European Borders in Serbian History”. Balcanica. 52: 7—23.